# خورشیدگرفتگی ۱۲ سپتامبر ۲۰۵۳
خورشیدگرفتگی ۱۲ سپتامبر ۲۰۵۳ (به انگلیسی: Solar eclipse of September 12, 2053) یک خورشیدگرفتگی از نوع خورشیدگرفتگی کامل است. این خورشیدگرفتگی در تاریخ ۱۲ سپتامبر ۲۰۵۳ میلادی (‎۲۲ شهریور ۱۴۳۲ خورشیدی) روی خواهد داد که زمان اوج آن، ساعت ۹:۳۴:۰۹ به‌وقت ساعت هماهنگ جهانی است. مدت زمان و طول این خورشیدگرفتگی ۳ دقیقه و ۴ ثانیه خواهد بود.